# Pyrausta elwesi
Pyrausta elwesi is een vlinder van de familie van de grasmotten (Crambidae). De wetenschappelijke naam van deze soort is voor het eerst voorgesteld als Botys elwesi door Otto Staudinger in een publicatie uit 1900. Staudinger vernoemde deze soort naar de Britse entomoloog Henry John Elwes, die deze soort in juli 1898 voor het eerst heeft ontdekt.
De soort komt voor in de Altai.